# Kw'eh
Kw’eh, dont le nom est parfois aussi transcrit K’wah ou ˀKwah en français, est le chef d'une tribu amérindienne de Porteurs dakelhs (ᑕᗸᒡ). Il est né vers 1755 et mort en 1840.